# Birkî, Liubeșiv
Birkî (în ucraineană Бірки) este localitatea de reședință a comunei Birkî din raionul Liubeșiv, regiunea Volînia, Ucraina.
Localitatea face parte din regiunea istorică Volânia, iar după tratatul de pace de la Riga din 1921 a devenit parte a Poloniei, după 1939 intrând în componența Uniunii Sovietice.

## Demografie
Componența lingvistică a localității Birkî
     Ucraineană (99,87%)
     Alte limbi (0,13%)
Conform recensământului din 2001, majoritatea populației localității Birkî era vorbitoare de ucraineană (99,87%), existând în minoritate și vorbitori de alte limbi.